# Mörkhaj
Mörkhajen, Carcharhinus obscurus, är en av de större arterna av hajar, upp till 350 kg tunga och tillhör familjen gråhajar.

## Utseende
Mörkhajen har en lång strömlinjeformad kropp som är brun eller grå på ovansidan och vit på undersidan. På sidan av kroppen kan en strimma finnas som sträcker sig från bukfenan till huvudet. De kan bli upp till 3,65 m. Mellan de två ryggfenorna återfinns en valk.

## Föda
Mörkhajens diet inkluderar små stimfiskar som sardin och ansjovis, likväl som större fiskar som tonfisk, makrill, plattfiskar och ålar. Mörkhajen äter också mindre hajar och rockor, och ibland flasknosdelfiner. Det finns bekräftad data för att mörkhajen framförallt äter mindre benfiskar och bläckfiskar. Mindre hajar som såghajar och havsänglar har också noterats liksom en mängd olika arter av rockor. 

## Reproduktion
Honorna blir könsmogna vid ungefär 3 m längd, medan hannarna blir könsmogna runt 2,9 m. De är vivipara och honorna föder fram kullar om 6-14 ungar. Efter en dräktighetstid på 16 månader föds ungarna fram ungefär 95 cm långa.

## Habitat
Mörkhajen återfinns i varma tempererade och subtropiska kustvatten från ytan ner till ett maxdjup av 400 m. Mörkhajen har säsongsbunden vandring. Precis som många andra revhajar Carcharhinidae är den extra känslig för sötvatten och klarar därför inte av områden som uppvisar reducerad salthalt som estuarier eller flodmynningar. Dykare har sett unga exemplar vid Shelley Beach i Sydney.

## Förväxlingsarter
Den högfenade hajen och Carcharhinus altimus  har högre främre ryggfena som dessutom är placerad längre fram. Det är svårast att skilja mörkhajen från den högfenade hajen, som dock har en något mindre maxstorlek. Charcharhinus altimus har längre nosar. Silkeshajen har vanligen en fri topp på andra ryggfenan som är mer än dubbelt så lång som fenan är hög. Carcharhinus signatus har gröna ögon. Tjurhajar och spinnarhajar saknar valk mellan ryggfenorna.

## Naturliga fiender
Mörkhajen är en viktig mesopredator i flera kusthabitat. Juvenila mörkhajar fungerar som viktig föda för vithaj, tjurhaj, tigerhaj och sandtigerhaj.

## Mörkhajen och människor
Mörkhajen har inte knutits till många attacker på människor, men anses vara potentiellt farlig. Detta beror till stor del på dess storlek och benägenhet att vistas i grunda kustvatten.
Människan använder mörkhajen som råvara för både mat och läder.